# Чебак
Чеба́к, или сиби́рская плотва́ (лат. Rutilus rutilus lacustris) — подвид плотвы, лучепёрой рыбы из семейства карповых, распространённый в Сибири и на Урале.
Чебак широко распространён в реках – Тоболе, Иртыше, Исети — и озёрах Сибири, Урала, Дальнего Востока. Присутствует в больших количествах в реках Якутии, в основном в Индигирке и Колыме, а также в реках Забайкальского края (Хилок, Чикой).
Из всех пресноводных подвидов плотвы только чебак, при его достаточном количестве в водоёмах, добывается в промышленных масштабах (как сопутствующий основному промыслу), ввиду быстрого роста и размножения этого подвида. Максимальный вес до 700 г.
Чебак, как и другая жилая плотва, встречается как в небольших речках, в прудах, так и в больших реках, озёрах, водохранилищах и довольно часто в каждом из этих водоёмов занимает по численности одно из первых мест среди других видов. Большую часть пищи этого подвида составляют водоросли, высшие растения, личинки различных насекомых, моллюски, другие организмы. Клюет чебак на тесто, на червя, на опарыша, в некоторых водоёмах на кукурузу. В сибирских деревнях чебак употребляется в пищу обычно жареным или вяленым, мелкий идёт на корм кошкам и птице.

## Другие значения слова
Чебаком также называют крупную особь леща на юге европейской России,  амурского язя на Дальнем Востоке Сибири, местный вид (подвид) рыбы, водящейся исключительно в озере Иссык-Куль, а также один из видов, живущих в Волге. В Якутии чебаком называют породу ельцовых в вяленом виде. Очень популярен среди местного населения в виде закуски из-за своей жирности.